# Aeroportul Internațional Napoli
Aeroportul Internațional Napoli (IATA: NAP, ICAO: LIRN) este un aeroport din San Pietro a Patierno⁠(d), Municipality 7 of Naples⁠(d), Napoli, Metropolitan City of Naples⁠(d), Campania, Italia ce deservește zona Napoli. Aeroportul a fost tranzitat în 2022 de 10.918.234 de pasageri. A fost deschis în 1925 și numit după zona deservită.
Situat la o altitudine de 83 m, aeroportul dispune de 1 pistă. Este operat de BAA.

## Infrastructură

### Piste
Aeroportul dispune de o singură pistă. Pista 06/24 are suprafața de asfalt și dimensiunile 2.641 m × . 